# Långgölen (Hjorteds socken, Småland)
Långgölen är en sjö i Västerviks kommun i Småland och ingår i Botorpsströmmens huvudavrinningsområde. Sjön har en area på 0,0922 kvadratkilometer och ligger 64,2 meter över havet. Sjön avvattnas av vattendraget Isnäsström (Yxeredsån).

## Delavrinningsområde
Långgölen ingår i det delavrinningsområde (638751-152671) som SMHI kallar för Inloppet i Hjorten. Medelhöjden är 81 meter över havet och ytan är 3,99 kvadratkilometer. Räknas de 15 avrinningsområdena uppströms in blir den ackumulerade arean 402,08 kvadratkilometer. Isnäsström (Yxeredsån) som avvattnar avrinningsområdet har biflödesordning 2, vilket innebär att vattnet flödar genom totalt 2 vattendrag innan det når havet efter 28 kilometer. Avrinningsområdet består mestadels av skog (74 procent) och jordbruk (13 procent). Avrinningsområdet har 0,09 kvadratkilometer vattenytor vilket ger det en sjöprocent på 2,2 procent.